# Serpusia catamita
Serpusia catamita är en insektsart som beskrevs av Karsch 1893. Serpusia catamita ingår i släktet Serpusia och familjen gräshoppor. Inga underarter finns listade i Catalogue of Life.